# Тищенко, Николай Михайлович
Николай Михайлович Тищенко (6 августа 1920, Баку — 5 июня 1997, Москва) — советский учёный и конструктор в области разработки ракетно-космической техники, доктор технических наук (1964), профессор (1966). Герой Социалистического Труда (1982).

## Биография
Родился 6 августа 1920 года в городе Баку Азербайджанской ССР в русской семье. 
С 1938 по 1941 и с 1945 по 1947 год с перерывами обучался в Азербайджанском индустриальном институте, по окончании которого получил специализацию — инженер-теплотехник. 
С 1941 года призван в ряды Рабоче-Крестьянской Красной армии, после окончания артиллерийского училища участник Великой Отечественной войны в составе 731-го зенитного артиллерийского полка 7-го корпуса ПВО Южного фронта ПВО, в звании лейтенанта и должности офицера разведки штаба полка. Воевал на 1-м Украинском фронте.
С 1948 по 1963 год работал в должностях младшего научного сотрудника и начальника отдела автономных систем управления Научно-исследовательского института № 885 МПСС СССР. 17 июня 1961 года Указом Президиума Верховного Совета СССР «за выдающиеся достижения в создании новой техники и обеспечении успешного полёта человека в космическое пространство» Николай Михайлович Тищенко был награждён орденом Трудового Красного Знамени.
С 1963 года был назначен заместителем генерального директора по научной работе и первым заместителем главного конструктора Научно-исследовательского института автоматики и приборостроения Министерства общего машиностроения СССР, руководил проведением научно-исследовательских работ в области создания инерциальных систем управления для боевых ракетных комплексов, ракет-носителей и космических аппаратов. 26 апреля 1971 года Указом Президиума Верховного Совета СССР «за выдающиеся достижения в создании новой техники и в выполнении заданий плана восьмой пятилетки (1966—1970)» Николай Михайлович Тищенко был награждён орденом Ленина.
5 января 1982 года «закрытым» Указом Президиума Верховного Совета СССР «за выдающиеся заслуги в создании образцов ракетной техники» Николай Михайлович Тищенко был удостоен звания Героя Социалистического Труда с вручением ордена Ленина и золотой медали «Серп и Молот».
С 1985 по 1989 год работал заместителем директора Московского научно-исследовательского института радиосвязи по научной работе. Помимо основной деятельности занимался и педагогической работой, был преподавателем и профессором Московского авиационного института.

## Награды
- Медаль «Серп и Молот» (05.01.1982)
- Орден Ленина (26.04.1971, 05.01.1982)
- Орден  Отечественной войны 2-й степени (11.03.1985[5])
- Орден Трудового Красного Знамени (17.06.1961))
- Медаль «За боевые заслуги» (05.11.1944[4])
- Медаль «За трудовую доблесть» (21.12.1957)